# Aeroporto di Alghero
Luchthaven Alghero (Italiaans: Aeroporto di Alghero) ligt in het noordwesten van Sardinië, nabij het dorp Fertilia, ongeveer 12 km ten noorden van Alghero. Het is een van de drie internationale luchthavens op Sardinië (naast Olbia-Costa Smeralda en Cagliari).

## Geschiedenis

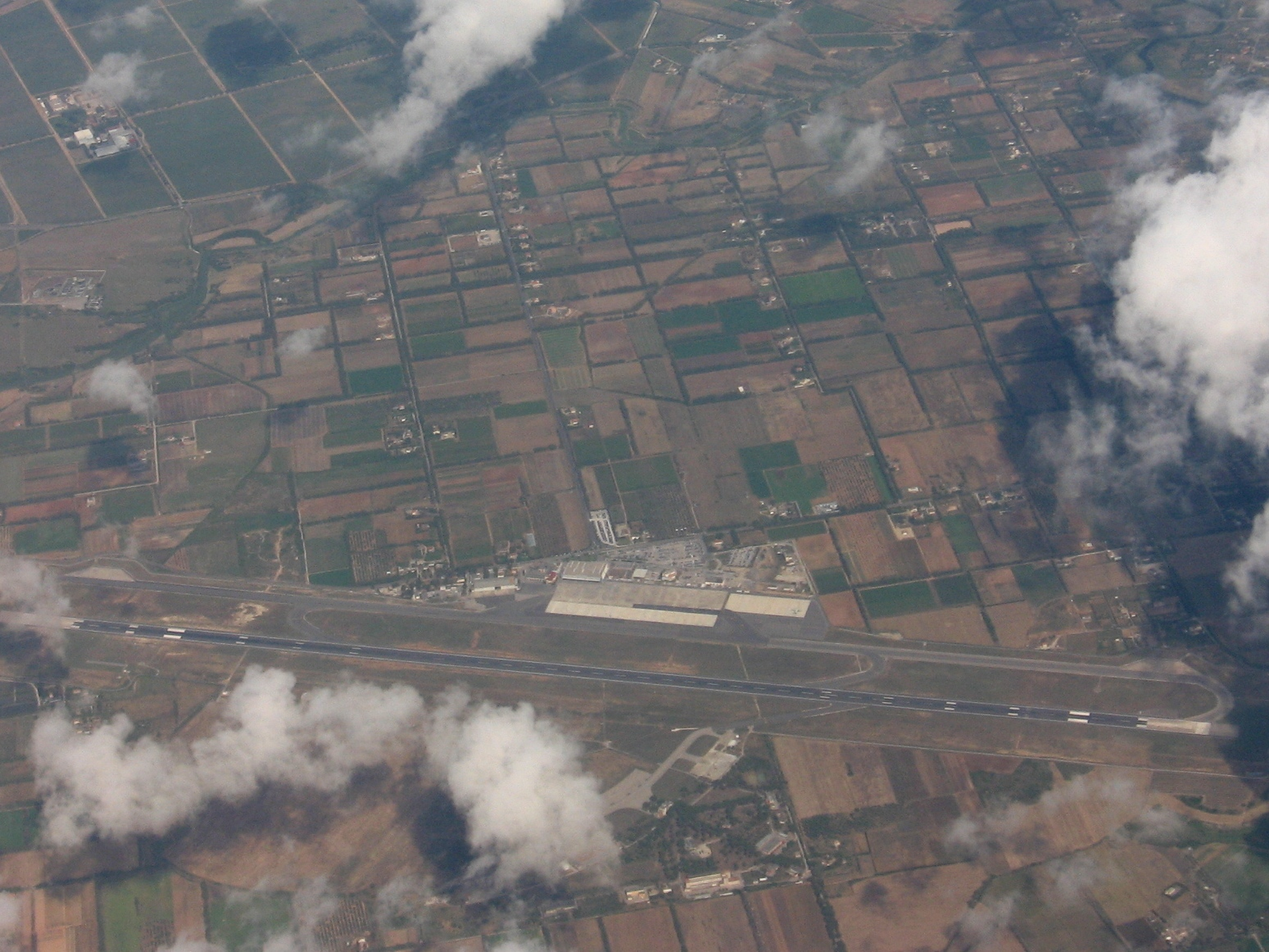
Luchtfoto

Het vliegveld van Alghero was oorspronkelijk een militair vliegveld dat tijdens de Tweede Wereldoorlog werd gebouwd. In de jaren 1960 begon het civiel gebruik. De vliegschool van Alitalia had er ook haar basis. Aanvankelijk werd een hangar als terminal gebruikt. In 1968 werd de startbaan verlengd tot 3.000 m en werd een nieuw luchthavengebouw in gebruik genomen. In de jaren 1980 werd het een volledig civiele luchthaven.
Het vliegverkeer stijgt gestadig. In 2000 bedroeg het aantal passagiers 664.000; in 2007: 1,3 miljoen.